# Tesco
Tesco är Storbritanniens största dagligvaruhuskedja med över 300 000 anställda. Företaget bildades 1919 av Jack Cohen i London. Det blev börsnoterat 1947. Omsättningen 2004 var 30,8 miljarder pund, motsvarande omkring 400 miljarder kronor.
Företaget har expanderat även utanför Storbritannien och finns nu i ett flertal östeuropeiska och östasiatiska länder – handeln utanför Storbritannien står för 20 procent av omsättningen. De största konkurrenterna är Asda och Sainsbury's.

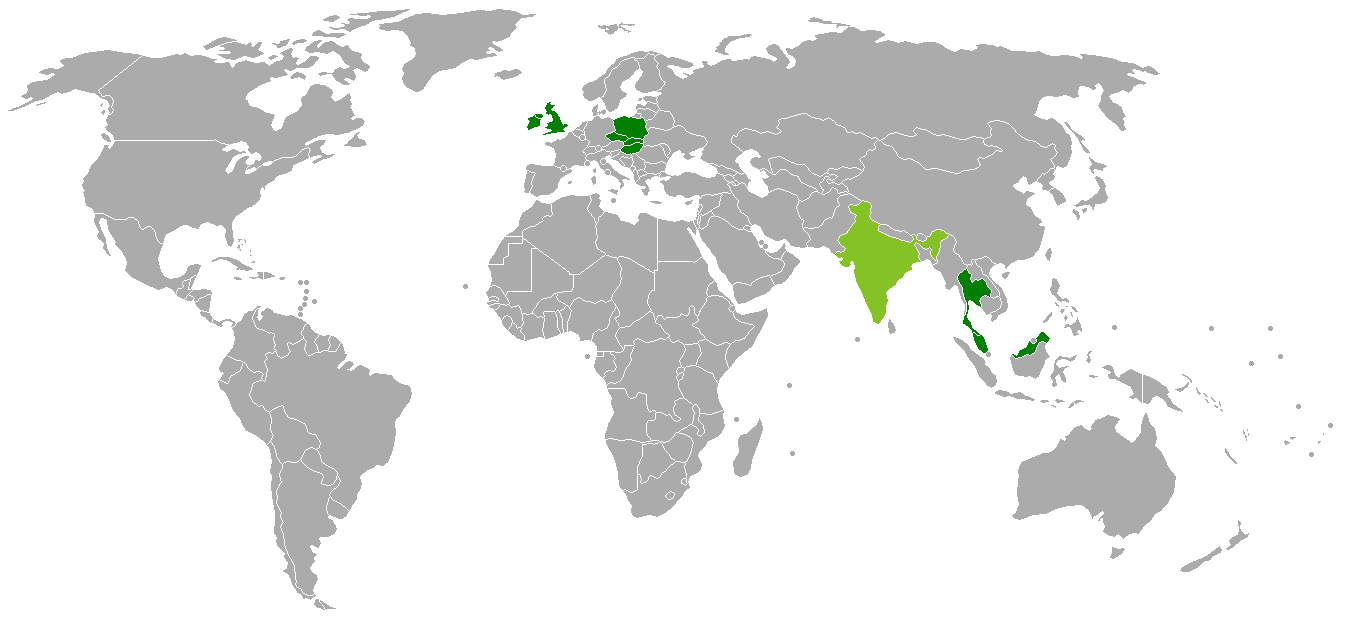
Länder Tesco har butiker i.

Utbudet hos Tesco är brett, man säljer till exempel livsmedel, hushållsartiklar, böcker, växter, vitvaror, radio/TV och resor. Även internethandeln är stor.